# Friedrich Christian Beuther
Friedrich Christian Beuther (* 22. April 1777 in Kleeburg im heutigen Elsaß, bei Weißenburg, franz. Wissembourg; † 21. April 1856 in Kassel) war ein deutscher Theatermaler.

## Leben
Beuther war in Frankfurt am Main zunächst Buchhändlerlehrling. Ab 1794 war er als Schauspieler unterwegs. Er war auch Hofschauspieler in Offenbach am Main.
Beuther hatte mehrere relativ kurze Anstellungen, die ihn über u. a. Darmstadt, möglicherweise Amsterdam, Wiesbaden, Bamberg und Würzburg führten. Im Jahr 1815 verpflichtete Goethe Beuther an das Hoftheater als Bühnenmaler nach Weimar. Goethe, der eigentlich Georg Fuentes (eigentlich Giorgio Fuentes) aus Frankfurt am Main verpflichten wollte, war mit Beuthers Arbeiten offenbar sehr zufrieden, was zu dessen Verpflichtung führte. Fuentes war derjenige, der Beuther zum Bühnenmaler ausgebildet hatte. Dessen vom Klassizismus geprägten, auf Architektur bezogenen Motiven der Bühnenmalerei blieb Beuther zeitlebens verbunden. Doch Beuther blieb nur bis 1818 in Weimar. Das wiederum lag an der Beendigung der Theaterleitung durch Goethe, die durch eine Intrige der Hofschauspielerin Karoline Jagemann bewirkt wurde. Danach ging er von 1818 bis 1823 an das braunschweigische Hoftheater und war dann als freier Maler für verschiedene Bühnen wie Kassel oder Weimar tätig.
In Weimar entwarf er seine bedeutendsten Dekorationen, z. B. zur Zauberflöte, zu Titus, Proserpina und Epimenides. Von dort aus arbeitete er gleichzeitig auch für Leipzig.
Einer seiner Kollegen in Braunschweig war Carl Wilhelm Holdermann, der übrigens auch unter Goethes Vermittlung Dekorationen herstellte. Zeitweilig waren Beuther und Holdermann gleichzeitig in Weimar tätig. Beuther war außerdem Holdermanns Lehrmeister.
Beuther schrieb u. a. ein Buch über die Linearperspektive.
Dieses Werk wiederum sollte in einem Brief von Friedrich von Müller vom 27. Februar 1818 eine Rolle spielen. So schreibt von Müller: „7 3/4 abends holte ich Julie zu Goethens ab. Wir waren erst ganz allein mit dem alten Herrn [Goethe (M.T.)] und Ottilie, und da war er ganz allerliebst. Julie legte ihre alten Zeichenbücher vor, die er aufs schnackigste kritisierte. Es sei unerlaubt, ja unverschämt, so viel Schönes zu machen, ohne einen Begriff davon zu haben. Sie solle Perspektivik bei Beuther studieren.“ Dieses leitete Julie von Egloffstein in einem Brief an ihre Mutter vom 13. März 1818 weiter. Demnach sei sie „nur zwei Zoll breit noch vom wahren Weg entfernt und könne nur durch die Kenntnis der Perspektive dahin gelangen.“

## Werke
- Kurze Anweisung zur Linear-Perspektive mit den nöthigen Vortheilen bei deren Anwendung für die ausübende Zeichenkunst, Kassel 1833 und 1842.
- Decorationen für die Schaubühne, 1825 u. 1828;
- Über Licht und Farbe, die prismatischen Farben und die Newton'sche Farbenlehre, 1833.
- Neue Decorationen, 1836